# Ommatius alexanderi
Ommatius alexanderi är en tvåvingeart som beskrevs av Ellen R. Farr 1965. Ommatius alexanderi ingår i släktet Ommatius och familjen rovflugor.
Artens utbredningsområde är Jamaica. Inga underarter finns listade i Catalogue of Life.